# Communauté de communes du Pays de Sarre-Union
Die Communauté de communes du Pays de Sarre-Union ist ein ehemaliger französischer Gemeindeverband mit der Rechtsform einer Communauté de communes im Département Bas-Rhin in der Region Grand Est. Sie wurde am 30. Dezember 1998 gegründet und bestand aus 13 Gemeinden. Der Verwaltungssitz befand sich im Ort Sarre-Union.

## Historische Entwicklung
Mit Wirkung vom 1. Januar 2017 fusionierte der Gemeindeverband mit der Communauté de communes d’Alsace Bossue und bildete so die Nachfolgeorganisation Communauté de communes de l’Alsace Bossue. Trotz der weitgehenden Namensgleichheit mit der Vorgängerorganisationen handelt es sich um eine Neugründung mit anderer Rechtspersönlichkeit.

## Ehemalige Mitgliedsgemeinden
1. Altwiller
2. Bissert
3. Domfessel
4. Harskirchen
5. Herbitzheim
6. Hinsingen
7. Keskastel
8. Oermingen
9. Rimsdorf
10. Sarre-Union
11. Sarrewerden
12. Schopperten
13. Vœllerdingen